# Una serata... Bella
Una serata... Bella è stato un programma televisivo italiano trasmesso in prima visione su Rete 4 in prima serata dal 9 giugno 2015 al 24 giugno 2018, costituito da serate-evento dedicate ciascuna ad uno o più protagonisti della musica italiana. La trasmissione è stata ideata da Marcella Bella ed è stata condotta da Alfonso Signorini e Rosita Celentano.
Sono state prodotte cinque edizioni dello spettacolo, ognuna declinata nel finale del titolo al personaggio sul quale è incentrata la serata: la produzione è firmata Colorado Film.

## Il programma
La prima edizione della trasmissione è stata voluta da Marcella Bella per omaggiare il fratello Gianni, il noto compositore colpito nel 2010 da un ictus e ancora provato dalla malattia. Successivamente, sono state prodotte altre serate anche per Mogol, Giancarlo Bigazzi, Domenico Modugno e Franco Migliacci e il trio della scuola cantautorale genovese Endrigo - Paoli - Tenco.

### Una serata... Bella - Per te, Gianni!
La prima puntata della trasmissione, dedicata a Gianni Bella, è stata registrata l'8 marzo 2015 al Teatro Dal Verme di Milano; in presenza del noto autore, numerosi interpreti della canzone italiana si sono susseguiti sul palco, introdotti dai presentatori Alfonso Signorini e Rosita Celentano, proponendo i suoi pezzi più famosi. La serata, trasmessa il 9 giugno 2015 in prima serata da Rete 4, ha ottenuto ottimi risultati d'ascolto, che hanno spinto il direttore di Rete 4 Sebastiano Lombardi a produrre altre puntate del format.. È stata poi replicata il 5 gennaio 2016 e il 12 agosto dello stesso anno, sempre in prima serata su Rete 4. Da questa puntata ne è stato pubblicato il CD.

### Una serata... Bella - Per te, Mogol!
Dopo il successo della serata dedicata a Gianni Bella, Rete 4 ha prodotto la serata dedicata a Mogol. Registrata l'11 novembre 2015, è stata trasmessa in prima serata domenica 13 marzo 2016 sempre con la conduzione di Signorini con la Celentano dal Teatro Dal Verme di Milano.

### Una serata... Bella - Per te, Bigazzi!
Una terza serata-evento del ciclo, stavolta dedicata a Giancarlo Bigazzi, è stata registrata il 31 marzo 2016, ancora una volta al Teatro Dal Verme e ancora una volta condotta da Alfonso Signorini con Rosita Celentano. La puntata è stata trasmessa da Rete 4 il 14 giugno 2016.

### Una serata... Bella - Nel blu, dipinto di blu!
Una quarta serata-evento del ciclo, stavolta dedicata a Modugno e Migliacci, è andata in scena l'11 giugno 2016 al Teatro Dal Verme. La serata è stata trasmessa in prima visione assoluta da Italia 2 nel palinsesto notturno tra il 25 e il 26 dicembre 2017, ed in seguito riproposta in prima serata da Rete 4 il 24 giugno 2018.

### Una serata... Bella - Senza fine!
Una quinta serata-evento, dedicata alle canzoni di Sergio Endrigo, Gino Paoli e Luigi Tenco, è stata registrata il 2 novembre 2016 ed è stata trasmessa da Rete 4 il successivo 12 novembre.

## Edizioni
| Edizione | Registrazione    | Messa in onda    | Rete     | Conduzione                           | Location                  | Artista omaggiato                       | Cast artistico | Telespettatori | Share  | Fonte  |
| -------- | ---------------- | ---------------- | -------- | ------------------------------------ | ------------------------- | --------------------------------------- | --- | -------------- | ------ | ------ |
| 1ª       | 8 marzo 2015     | 9 giugno 2015    | Rete 4   | Alfonso Signorini e Rosita Celentano | Teatro Dal Verme (Milano) | Gianni Bella                            | Marcella Bella, Annalisa, Arisa, Loredana Bertè, Mario Biondi, Deborah Iurato, Mario Lavezzi, Mogol, Umberto Tozzi, Adriano Celentano (videomessaggio)                                                                                     | 2.418.000      | 11,80% | [ 9 ]  |
| 2ª       | 11 novembre 2015 | 13 marzo 2016    | Rete 4   | Alfonso Signorini e Rosita Celentano | Teatro Dal Verme (Milano) | Mogol                                   | Marcella Bella, Arisa, Bianca Atzei, Dear Jack, Enzo Iacchetti, Fausto Leali, Paolo Limiti, Andrea Mingardi, Patty Pravo, Ron, Bobby Solo, Anna Tatangelo, Iva Zanicchi (videomessaggio), Gigi D'Alessio (videomessaggio)                  | 1.523.000      | 6,94%  | [ 10 ] |
| 3ª       | 31 marzo 2016    | 14 giugno 2016   | Rete 4   | Alfonso Signorini e Rosita Celentano | Teatro Dal Verme (Milano) | Giancarlo Bigazzi                       | Marcella Bella, Annalisa, Aleandro Baldi, Giuseppe Cederna, Gaetano Curreri, Andrea Di Marco, Emanuele Fasano, Francesco Gabbani, Deborah Iurato, Marco Masini, Simona Molinari, Emma Morton, Anna Tatangelo, Mario Tessuto, Umberto Tozzi | 941.000        | 5,37%  | [ 11 ] |
| 4ª       | 11 giugno 2016   | 26 dicembre 2017 | Italia 2 | Alfonso Signorini e Rosita Celentano | Teatro Dal Verme (Milano) | Domenico Modugno, Franco Migliacci      | Marcella Bella, Bianca Atzei, Chiara Grispo, Farias, Morgan, Nek, Paola Turci, Rita Pavone | N.D.           | N.D.   | N.D.   |
| 4ª       | 11 giugno 2016   | 24 giugno 2018   | Rete 4   | Alfonso Signorini e Rosita Celentano | Teatro Dal Verme (Milano) | Domenico Modugno, Franco Migliacci      | Marcella Bella, Bianca Atzei, Chiara Grispo, Farias, Morgan, Nek, Paola Turci, Rita Pavone | 884.000        | 5,3%   | [ 12 ] |
| 5ª       | 2 novembre 2016  | 12 novembre 2016 | Rete 4   | Alfonso Signorini e Rosita Celentano | Teatro Dal Verme (Milano) | Sergio Endrigo, Gino Paoli, Luigi Tenco | Marcella Bella, Annalisa, Giovanni Caccamo, Paola Turci, Gino Paoli, Ornella Vanoni, Syria, Ron | 1.225.000      | 6%     | [ 13 ] |